# Дифосфидоалюминат лития
Дифосфидоалюминат лития — неорганическое соединение,
двойной фосфид лития и алюминия с формулой Li3AlP2,
жёлтые кристаллы,
медленно гидролизуется во влажном воздухе.

## Получение
- Пропускание паров фосфора через измельченный сплав Li3Al:

{\displaystyle {\mathsf {Li_{3}Al+2P\ {\xrightarrow {}}\ Li_{3}AlP_{2}}}}

## Физические свойства
Дифосфидоалюминат лития образует жёлтые кристаллы
ромбической сингонии,
пространственная группа I bca,
параметры ячейки a = 1,147 нм, b = 1,161 нм, c = 1,173 нм.